# 暗い日曜日
「暗い日曜日」（くらいにちようび、ハンガリー語: Szomorú vasárnap, 英語: Gloomy Sunday, フランス語: Sombre Dimanche）は、1933年にハンガリーで発表された作詞：ヤーヴォル・ラースロー、作曲：シェレシュ・レジェーによる楽曲である。
初めてレコーディングされたのはハンガリー語で1935年。英語での最初のレコーディングは1936年である。 ハンガリー語の原題「Szomorú vasárnap」IPA：[ˈsomoruː ˌvɒʃɑ̈ːrnɒp]（ソモルー・ヴァシャールナプ）の意味は「悲しい日曜日」。「自殺者の出る曲」として有名で都市伝説化もしている（詳細は文化に関する都市伝説#音楽を参照）。

## 作成の経緯
シェレシュは元々独学で音楽を学び、作曲家を目指して1930年代初期をパリで過ごした。しかし彼の願いは叶わず、彼の作曲した曲は全て受領されもせず、彼の元に送り返された。シェレシュは意気消沈の中1932年12月にこの曲の歌詞と曲を作り、著名な出版社に投稿した。最初の会社ではメロディーとリズムの暗さが世に出すには暗すぎると送り返され、次の会社で採用、1933年に発表された。しかし元の歌詞は使われず、ヤーヴォルの歌詞が使われた。当時、ヤーヴォルは婚約者を失ったことで失意の底にいた。

## 反響
曲調、歌詞ともに陰鬱さを醸し出した本作は「自殺ソング」として、またヨーロッパやアメリカでは「自殺の聖歌」として知られており、歌詞の内容は暗い日曜日に女性が亡くなった恋人を想い嘆くというもので、最後は自殺を決意するという一節で終わる。
本作を聴いて世界中で数百人（うち157名はハンガリー人）が亡くなったと言われているが、この本作と自殺との因果関係は明確には証明されておらず、本作が原因とされる亡くなる記録も明確には無い。ゆえに都市伝説ではないかとも指摘されている。しかしながら、当時の自殺者の中に本作の関係を匂わせる形で自殺をした者が少なからずいるとも言われており、政府が放送禁止に指定したとも言われている。また、朝日新聞の記事によると、ハンガリーで1983年に出版された本作と自殺との因果関係と調査した書籍（書名不詳）では、本作に関連した自殺は5人のみであり、ハンガリー人数百人が自殺したというのは誇張であると指摘している。
当時はナチス・ドイツによる軍事侵攻の危機が迫るなど自殺者が出てもおかしくない世相であったため、直接の原因ではないにせよ、自殺を扱った本作が「引き金」になった可能性は示唆されている。ただし、当時はまだポピュラー音楽がそれほど普及していなかったため、自殺しようとする者が残すメッセージとして手に取るものがこれしかなかっただけではないかと言う説もある。
イギリスでも反響は大きく、BBCでは放送禁止曲に指定された。
本作のヒット後に作曲者の恋人が自殺、やがて作曲者本人も自殺していると伝えられている。理由は定かではないが、本作に対する世間の非難などの苦悩が少なくとも影響しているのではないかという説がある。ただし、作曲者本人の自殺は事実であるものの、作曲者を知る人物によると恋人の自殺は聞いたことはないとしている。また、作曲者の実際の自殺の原因は、咽喉の病気があると思い込んでいたためであるのが真相である。
1941年にビリー・ホリデイは1930年代にハンガリー語から英訳された「Gloomy Sunday (暗い日曜日)」をレコーディングし、この曲は『奇妙な果実』に続くヒットとなった。
21世紀現在に至るまで数多くのアーティストによって唄われ、特に1936年のフランスで発表されたフランス語によるダミアの録音でシャンソンとして世界的に知られるようになった。ゆえにシャンソンの作品であると誤解されることが多い。なお、ダミアは満88歳まで生きた長寿の生涯であった。ダミアによるフランス語版は、セルジュ・ゲンスブールのアルバム『囚われ者』（1987年）などでカヴァーされた。

## 日本におけるカバー
淡谷のり子を筆頭に榎本健一、東海林太郎、越路吹雪、美輪明宏、戸川昌子、岸洋子、金子由香利、夏木マリ、および加藤登紀子など、シャンソンを専門分野とする歌手がカヴァーに挑んでいる。JASRACに於いては2017年12月現在、計59名がアーティストとして登録されている。岩谷時子による訳詞で唄われることが多いが、1978年発表の浅川マキによる日本語詞、および歌唱が原作の持つ世界観に最も忠実である。
浦沢直樹による漫画作品『パイナップルARMY』にも『暗い日曜日』のエピソードが出ている。また、永井愛の戯曲『歌わせたい男たち』でも、思想の自由の抑圧への抵抗という意味を込めてこの歌を口ずさんでみせる人物が登場する。
フリー・ジャズのサックス奏者である阿部薫がカバーしている。阿部は、1978年に睡眠薬の多量摂取により亡くなっているが、事故なのか自殺なのかは定かでない。また、阿部の妻の作家鈴木いづみは1986年に首を吊って自殺した。

## 現時点に於ける本作の著作権の概要
JASRACデータベース上に於いては外国作品／出典：PJ (サブ出版者作品届)、作品コード：0S0-6030-2 SOMBRE DIMANCHE。
作詞：LASZLO JAVOR（LÁSZLÓ JÁVOR）／作曲：SERESS REZSO （SERESS REZSŐ）←これら名義でJASRACには登録。
2017年時点での出版者はUNIVERSAL MUSIC PUBLISHING EMBZ KFT。日本でのサブ出版はイーエムアイ音楽出版 株式会社 ソニー事業部である。
2018年時点に於いて、作詞・作曲共に未だ著作権が存続している。

## 関連する作品
- バラエティー・ドキュメンタリー『USO!?ジャパン』 『放送禁止「暗い日曜日」 呪いのメッセージとは』（TBS）
- 科学ドキュメンタリー『本当にあった奇妙な科学実験史』（ディスカバリーチャンネル）
- Occultic;Nine -オカルティック・ナイン- [5]
- 『ショパンの事件譜』（北原雅紀原作、あおきてつお作画）3巻「暗い日曜日」
- 『暗い日曜日 (映画)』 - 歌に関する伝説を題材とした1999年のドイツとハンガリーの合作映画。
- 『伝染歌』 - 歌に関する伝説を題材とした2007年の日本映画作品。